# Pablo Espinosa
Pablo Espinosa Doncel (* 10. března 1992) je španělský herec, zpěvák a hudebník. Je známý jako představitel Tomáse z první řady seriálu Violetta televize Disney Channel.

## Kariéra
Pablo Espinosa se stal známý díky seriálu Antena 3 TV, Física o Química, který se podílel na třetím a čtvrtém období s charakterem Pablo Calleja, studentem na Zurbaránu.
V roce 2010 byl herec v televizi pod vedením Sergio Cabrera nadprodukce v Kolumbii La Pola z RCN a Sony Pictures, kde hraje roli dospívajícího hrdiny Alejo Sabaraín, spojuje se s kolumbijskou herečkou Ana María Estupiñán a získal značný kritický ohlas a velký jásot z publika.
V roce 2010 se Espinosa podílel na obsazení filmu Clara, no es nombre de mujer Carbajo Pepe, jehož vydání bylo oznámeno 29. června 2012.
V roce 2011 se Espinosa podílel na sériové výrobě Ida y Vuelta El Secreto de Puente Viejo na Antena 3 TV seriál se odehrával v roce 1902 v roli Ramiro Castaneda, mladého zemědělce.
Espinosa je hvězda na Disney Channel jeho první hraní bylo v seriálu Violetta, který je vysílán na Disney Channel v Latinské Americe, Evropě, Střední a východní Africe, ve spolupráci s producentem Argentina Pol - ka Producciones , jehož nahrávání začalo v září 2011. Seriál byl spuštěn v Latinské Americe a Itálii 14. května 2012. Pablo Espinosa hraje Tomáse, který hrál s Mercedes Lambre.

## Filmografie

### Film
| Rok  | Název                        | Role  | Ředitel      |
| ---- | ---------------------------- | ----- | ------------ |
| 2012 | Clara, no es nombre de mujer | Elías | Pepe Carbajo |

### Televize
| Rok  | Název                      | Role                 | Poznámky              |
| ---- | -------------------------- | -------------------- | --------------------- |
| 2009 | Física o Química           | Pablo Calleja        | Série 3–4             |
| 2010 | La Pola                    | Young Alejo Sabarain | Hlavní role           |
| 2011 | El secreto de Puente Viejo | Ramiro Castañeda     | 179 epizod            |
| 2012 | Violetta                   | Tomás Heredia        | Hlavní role (Série 1) |
| 2014 | Bienvenidos al Lolita      | Camilo               |                       |

### Divadlo
| Rok     | Název                               | Role         | Místo                                                            |
| ------- | ----------------------------------- | ------------ | ---------------------------------------------------------------- |
| 2008–09 | Las brujas de Salem (Arthur Miller) | John Proctor | Theatre Workshop The Hippogriff IES Auditorium Cardinal Cisneros |